# Mittelamerikanische Springlanzenotter
Die Mittelamerikanische Springlanzenotter (Metlapilcoatlus mexicanus, Syn.: Atropoides mexicanus) ist eine Giftschlange der Gattung Metlapilcoatlus und zählt im weiteren Sinne zu den Grubenottern.

## Merkmale
Die Mittelamerikanische Springlanzenotter wird etwa 50 bis 80, selten auch 90 Zentimeter lang. Die Weibchen werden deutlich größer als die Männchen. Die Schlange ist hell rotbraun gefärbt und zeigt auf ihrem Körper eine dunkle, braune Dreiecks- und Fleckenzeichnung. Auf dem Kopf führt ein dunkelbrauner Streifen von Auge zu Nacken. Die Körperschuppen des Rückens (Scutum dorsale) sind gekielt. Der Kopf ist deutlich vom kräftig gebauten Körper abgesetzt. Die Schnauze ist stumpf und nicht aufgeworfen. Das Auge besitzt eine bei Lichteinfall senkrecht geschlitzte Pupille.
Metlapilcoatlus mexicanus besitzt den für Vipern (Viperidae) typischen Giftapparat. Er besteht aus Giftdrüsen, die sich seitlich des Schädels befinden und von umgebildeten Speicheldrüsen dargestellt werden, welche mit den Gift- bzw. Fangzähnen in Verbindung stehen. Diese befinden sich im vorderen Oberkiefer, sind bei geschlossenem Maul eingeklappt und werden beim Zubeißen aufgestellt (solenoglyphe Zahnstellung). Die Giftzähne sind röhrenartig aufgebaut und ermöglichen eine Injektion des Giftsekretes.

## Lebensweise
Metlapilcoatlus mexicanus führt eine bodenbewohnende Lebensweise. Im Hochland sind die Tiere tagaktiv, im Tiefland können sie tag- und nachtaktiv sein. Die Fortpflanzung erfolgt durch Ovoviviparie (eilebendgebärend). Ein Wurf kann 13 bis 35 Jungschlangen umfassen. Jungtiere ernähren sich von kleinen Eidechsen, etwa Skinke, sowie größeren Insekten. Zum Beutespektrum adulter Tiere zählen in erster Linie kleine Nagetiere und Eidechsen. Bei Störung nimmt die Art eine Verteidigungsstellung mit zusammengeknäulten Körperschlingen ein, wobei der Kopf mit weit geöffnetem Maul aus der Mitte heraus dem Feind präsentiert wird. Beim Zubeißen kann der Vorderkörper weit nach vorn geworfen werden.

## Verbreitung
Die Art ist in Mittelamerika in Belize, Costa Rica, El Salvador, Guatemala, Honduras, Mexiko, Nicaragua und Panama verbreitet. Der Lebensraum dieser Art ist recht vielfältig und besteht aus tropischen Wäldern und Nebelwald sowie baumbestandenen Savannen. Die Art kommt vorwiegend in Höhen zwischen 40 und 1600 m vor. Metlapilcoatlus mexicanus ist regelmäßig anzutreffen. Über die Stabilität der Populationen liegen jedoch keine detaillierten Daten vor. Die IUCN führt die Art als 'least concern' (nicht gefährdet), spezielle Schutzmaßnahmen sind derzeit nicht notwendig.

## Toxikologie
Grubenottern besitzen äußerst komplex zusammengesetzte Toxingemische. Zum Giftsekret von Metlapilcoatlus mexicanus finden sich kaum Angaben, es sind nur wenige Bissfälle dokumentiert. Es ist davon auszugehen, dass unter anderem Prokoagulantien enthalten sind. Diese Toxine provozieren die Hämostase (Blutgerinnung) und können prinzipiell über einen Aufbrauch an Gerinnungsfaktoren eine Koagulopathie bewirken. Im Endeffekt setzen diese Substanzen die Gerinnungsfähigkeit des Blutes herab und erhöhen das Risiko von Hämorrhagien (Blutungen). Ferner werden blutgefäßschädigende und myotoxische Toxine vermutet, welchen jedoch keine signifikante klinische Bedeutung beigemessen wird.
Infolge einer Intoxikation kommt es zunächst zu lokalen Effekten wie Schmerzen, Schwellung und Ödem. Eine Nekrosebildung ist selten. Systemisch zeigen sich neben unspezifischen Allgemeinsymptomen (z. B. Übelkeit, Emesis, Kopfschmerzen, Abdominalschmerzen) unter Umständen koagulopathiebedingte Hämorrhagien. Als Komplikationen können Schock, Allergie und sekundäre Nierenschäden nicht ausgeschlossen werden. Giftbisse von Metlapilcoatlus mexicanus verlaufen selten schwerwiegend, sollten dennoch als potentiell lebensbedrohlich betrachtet und unmittelbar klinisch versorgt werden. Die Bissstelle sollte nicht durch einen Druckverband abgebunden werden, da eine Blutstauung gegebenenfalls die Lokaltoxizität verstärkt. Es stehen verschiedene polyvalente Antivenine zur Verfügung.